# Lachneophysis goetzei
Lachneophysis goetzei là một loài bọ cánh cứng trong họ Cerambycidae.